# Yavatmal
Yavatmal es una ciudad y  municipio situada en el distrito de Yavatmal en el estado de Maharashtra (India). Su población es de 116551 habitantes (2011), y el área metropolitana cuenta con 138303 habitantes. Se encuentra a  670 km de Bombay.

## Demografía
Según el censo de 2011 la población de Yavatmal era de 116551 habitantes, de los cuales 58549 eran hombres y 58002 eran mujeres. Yavatmal tiene una tasa media de alfabetización del 91,95%, superior a la media estatal del 82,34%: la alfabetización masculina es del 94,79%, y la alfabetización femenina del 89,12%.